# Kung Roger

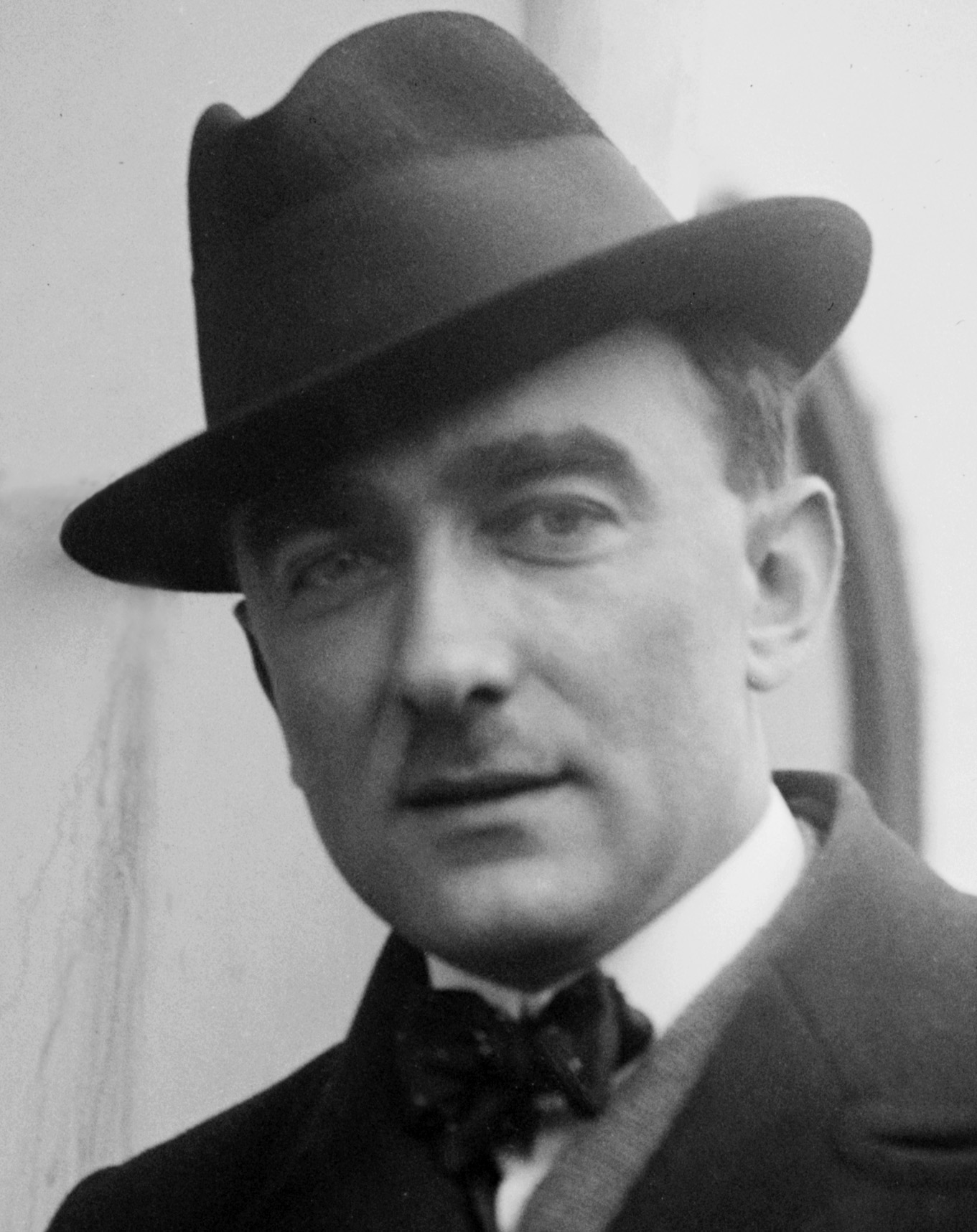
Karol Szymanowski

Kung Roger (Polska: Król Roger) är en opera i tre akter med musik av Karol Szymanowski. Librettot skrevs av tonsättaren och dennes kusin, Jarosław Iwaszkiewicz.

## Historia
Szymanowski älskade Italien och åren 1911 till 1914 levde han på Sicilien. Han ansåg att just där hade den västerländska kulturen blandats väl med den österländska och skapat ett specifikt klimat som bestått ända in i våra dagar. I synnerhet metoperna (reliefer med mytologiska teman) i det medeltida klostret i Selinus och det övergivna templet i Segesta utövade stort inflytande på honom. Szymanowski önskade skriva en opera där handlingen framställde samtidigheten i lämningarna efter försvunna kulturer och kulter, och överföra den till ett tonspråk.
I Kung Roger manifesterar en dionysisk dans övergången från kristendom till hedendom, övergången från de båda första akternas medeltida värld till den tredjes antika värld. Handlingen börjar i en halvdunkel bysantinsk kyrka och slutar i strålande solljus på en grekiska amfiteater. I alla tre akterna förekommer gudstjänstelement: bysantinska, arabiskt-orientaliska och grekiskt-hedniskt. Alla mysterierna tilldrar sig inför den sökande, grubblande trötta kungagestalten. Den mystiskt uppdykande herden är i själva verket guden Dionysos. Vid hans uppdykande (akt I) växlar den musikaliska tonen från sträng koralsats till solistiska, variationsrika ariosi. Det är möjligt att se Szymanowskis egen homosexualitet i kung Rogers dragning till den unge herden.
Operan uruppfördes 12 juni 1926 på Teatr Wielki i Warszawa. Szymanowskis syster, Stanisława Korwin-Szymanowska, sjöng rollen som Roxana.
Svensk premiär den 16 mars 2019 på Kungliga Operan i Stockholm.

## Personer
- Roger II av Sicilien (baryton)
- Roxana, hans hustru (sopran)
- Edrisi, en lärd arab (tenor)
- Herden (tenor)
- Ärkebiskopen (bas
- Diakonissan (alt)
- Präster, munkar, nunnor, ministranter, hovdignitärer, det kungliga gardet, normandiska riddare, unga kvinnor och män, eunucker, hovfolk, tjänare, herdens fyra spelmän (kör; i akt III är kören osynlig)

## Handling
Akt I
I den glänsande solnedgången samlas hovfolk och folk till gudstjänsten i den bysantinska katedralen i Palermo. Till den festliga högmässan anländer även kung Roger i sällskap med sin gemål Roxana och rådgivaren Edrisi. Ärkebiskopen och diakonissan underrättar kungen om att kyrkan hotas av en ny religionsstiftare, en vacker ung herde som redan har samlat många anhängare kring sig. På kungens önskan förs ynglingen fram. Ärkebiskopen och diakonissan väntar sig en hädare och kräver, understödda av den upphetsade folkmassan, att kungen skall döma denne till döden. Men herden gör genom sin mildhet och ödmjukhet intryck på kungen, Roxana och Edrisi. Kungen vill först låta döda herden, men skänker honom sedan ändå friheten. Han kallar honom dock till en rättegång i palatset.
Akt II
På kungapalatsets gård. Man väntar herden. Kungen beklagar sig för Edrisi: Roxana är olycklig och har slutat älska honom. Roxana uppmanar kungen att visa herden nåd. Denne lyckas trollbinda Roxana och hovfolket. De fyra spelmän som beledsagar herden spelar upp förtrollande musik och alla ger sig hän i en berusad glädjedans. Endast kungen lyckas motstå trolldomen. Han låter fängsla herden, men denne sliter med lätthet sönder de tunga kedjorna och tillkännager marschen till den eviga frihetens land. Alla följer honom, endast kung Roger och Edrisi blir kvar i palatset. Kungen ger upp sin tron och beger sig som pilgrim i väg för att söka efter Roxana och herden.
Akt III
I ruinerna efter den antika teatern i Syrakusa. Efter en lång vandring har kung Roger och Edrisi nått fram hit. Roger ropar efter Roxana. Hon besvarar honom, först i fjärran, men visar sig sedan för honom och lovordar herdens kult. Endast herden förmår lindra hennes "sjukliga liv". Tillsammans tänder kungen och Roxana en offereld, och snart framträder herden i sin rätta skepnad på amfiteatern: han är Dionysos. Hänförd hälsar Roger den uppstigande solen.